# Zawi ibn Ziri
Zāwī ibn Zīrī ibn Manād al-Ṣanhājī (in arabo زاوي بن زيري بن مناد الصنهاجي‎?; Ashir, ... – Algeri, 1038) è stato un emiro berbero, fondatore della dinastia degli Ziridi di Granada in al-Andalus, il ramo granadino della dinastia ziride.

## Biografia
Zāwī ibn Zīrī apparteneva alla tribù berbera dei Telkata, un sottogruppo della confederazione tribale degli Ṣanḥāja. Era figlio di Zīrī b. Manād un generale al servizio dei Fatimidi, quindi fratello di Buluggīn ibn Zīrī, che diverrà il governatore dell'Ifriqiya per conto dei Fatimidi quando questi ultimi spostarono la loro base in Egitto.
Giurò fedeltà al Califfato di Cordova, tentando di detronizzare il legittimo emiro ziride, il pronipote Bādīs b. Manṣūr, nel 1001 la sua ribellione venne sedata e fuggì in al-Andalus, offrendo i suoi servigi di mercenario ad Almanzor, ḥāgib del califfo Hishām b. al-Ḥakam. Dopo la morte di Almanzor scoppiò una guerra civile tra Hishām e il fratello Sulaymān. Zāwī guidò l'esercito di mercenari berberi che nel 1013 conquistarono e saccheggiarono Cordova, deponendo Hishām e intronizzando Sulaymān.
Nel 1016 Sulaymān fu spodestato dal hammudide Ali ibn Hammūd, Zāwī ne approfittò per conquistare la regione di Elvira, fondando la Ta'ifa di Granada.

Siccome la città di Elvira non era difendibile a causa della sua posizione, spostò la capitale a Granada, un insediamento ebraico vicinissimo a Elvira, che farà attribuire popolarmente alla città il nome di Gharnāṭa al-Yahūd: "Granada degli Ebrei".
Il nuovo califfo di Cordova ʿAbd al-Raḥmān b. Muḥammad tentò di riconquistare Granada, Zāwī ibn Zīrī, nonostante disponesse di un esercito inferiore, riuscì a respingere il califfo.
Nel 1019 Zāwī decise di tornare in Maghreb, secondo Ibn Khaldun perché pentito per gli eccessi e le atrocità commesse dai suoi uomini durante la guerra civile in al-Andalus, temendo che una vendetta divina potesse portare alla rovina del regno che aveva creato. Altre teorie dicono che invece voleva semplicemente conquistare il Maghreb e unire tutti i domini Ziridi sotto il suo controllo. Prima di partire lasciò come governatore suo figlio Buluggīn ibn Zāwī, che divenne presto impopolare e venne sostituito dal cugino Ḥabūs b- Māksan.
Venne avvelenato ad Algeri nel 1038.